# Adolf Anier
Adolf Anier (* 3. Augustjul. / 15. August 1897greg. in Reval; † 27. März 1945) war ein estnischer Fußballspieler.

## Karriere
Für die estnische Nationalmannschaft kam Adolf Anier im Jahr 1922 zu einem Einsatz im Länderspiel gegen Finnland in Helsinki. Das Spiel, welches mit 10:2 für die Finnen endete, stellt bis heute einen Rekord beider Nationalmannschaften als höchsten Sieg bzw. der höchsten Niederlage dar. Im gleichen Jahr war er für den Tallinna JK in der estnischen Meisterschaft aktiv.